# Jesús Carrasco Jaramillo
Jesús Carrasco Jaramillo (* 1972 in Olivenza, Badajoz) ist ein spanischer Schriftsteller, der mit seinem Werk Intemperie (2013) in das internationale Literaturgeschehen einging. Mit Übersetzungen in mehr als 20 Sprachen, zählt zu dem Roman auch eine Comicversion sowie eine Verfilmung unter der Regie von Benito Zambrano. Hiernach wurden zwei weitere Romane veröffentlicht: La tierra que pisamos (2016) und Llévame a casa (2021).

## Leben
Jesús Carrasco wurde im Jahre 1972 in Olivenza geboren, in der Provinz von Badajoz (Spanien). Danach zog er in das Dorf Torrijos in Toledo, wo seinem Vater eine Stelle als Lehrer zugewiesen wurde. Er machte seinen Abschluss in Sport, danach reiste er nach Schottland und im Jahre 2005 ließ er sich in Sevilla nieder, wo er weiterhin als Werbetexter arbeitete, bevor er sich gänzlich dem Schreiben widmete.

## Werk
Die Natur als Beziehung zwischen dem Menschen und der Natur ist der Hintergrund, den die Romane von Jesús Carrasco teilen. Während in Intemperie das Feld ein „unvermeidliches“ Szenario ist, ist es in seinem zweiten Werk hilfreich um die Bedeutung für jeden der Charaktere zu verstehen. In seinem dritten Roman kehrt er zum flachen und trockenen Land zurück, in dem er aufwuchs, ein Gebiet, das er als „natürlichen Raum seiner Emotionen“ bezeichnet, der Ort über den er durch sein Schreiben einen dankbaren, einen gar liebevollen Blick wirft.

### Intemperie
Der Roman fängt mit der Geschichte eines Jungen an, der sich, aus für den Leser unbekannten Beweggründen, gezwungen sieht aus seinem Dorf zu fliehen und sich alleine der erbarmungslosen Natur zu stellen. Als er in das Flachland eintritt, trifft er eines Nachts auf einen Ziegenhirten, mit dem er versuchen wird, sich vor Männern zu schützen, die sie verfolgen.
Das Manuskript wurde auf der Frankfurter Buchmesse 2012 vorgestellt, wo die Verlagsrechte an zahlreiche Länder verkauft wurden, sogar bevor es in Spanien selbst verlegt wurde. Schlussendlich war es der Verlag Seix Barral von der Grupo Planeta, der sich die Rechte für den spanischsprachigen Raum sicherte. Der Titel wurde außerdem in die Kollektion der Biblioteca Breve aufgenommen.
Unter den zahlreichen erhaltenen Preisen sind die des Preises für das Beste Buch 2013, verliehen vom Gremium für Buchhändler in Madrid (Gremio de Libreros de Madrid); Der Premio de Cultura, Arte y Literatura von der Stiftung für ländliche Studien (Fundación de Estudios Rurales); der English PEN Awards, sowie der Prix Ulysse für den besten ersten Roman. Es wurde als Buch des Jahres von El País ausgewählt und außerdem von The Independent als eines der am besten übersetzten Bücher 2014 im Vereinigten Königreich gewählt.
Für die Literaturkritiker war es dieser Roman, der der spanischen literarischen Gattung des neorruralismo des 21. Jahrhunderts zum medialen Durchbruch verhalf. Die Erzählungen aus dem ländlichen Raum waren seit den 1980er Jahren in Vergessenheit geraten, wurden jedoch durch den Autor in den Werken von Iván Repila, Manuel Darriva, Óscar Esquivias, Jenn Díaz und Lara Moreno wiederbelebt.
2016 wurde eine Comicversion veröffentlicht, und im August 2018 wurden die Dreharbeiten unter der Regie von Benito Zambrano zur Filmversion beendet.

### La tierra que pisamos
Im Februar 2016 veröffentlichte Jesús Carrasco seinen zweiten Roman mit dem Titel La tierra que pisamos, der wieder von Seix Barral verlegt wurde. Die Geschichte ist eine Uchronie, die zu Beginn des 20. Jahrhunderts situiert ist: Spanien wurde von einem großen Imperium eines anderen europäischen Landes annektiert und, nach der Befreiung wählt die Militärelite ein Dorf in Extremadura aus, das den mit der Besetzung beauftragten Kommandanten als Belohnung angeboten wird. Eva Holman, die Frau von einem dieser Männer, lebt so an einem fast idyllischen Ort... bis eines Tages in ihrem Garten ein Mann auftaucht, der ihr gesamtes Leben verändern wird.
Die Reflexion über den Einfluss des Landes, des Schauplatzes, über den Menschen wird wieder vorrangig, auch wenn dieses Mal die narrative Struktur etwas komplexer ist. Der Autor selbst fand während des Schreibens verschiedener narrativer Linien und Zeitsprünge heraus, dass er so die Schlüsselmomente, die Emotionen, besser dosieren konnte und dass die Geschichte in „Zügen“ erzählt werden musste weil es sehr intensive Momente gab. Der Kontext war auch viel weiter, voll großer Katastrophen, Episoden jüngerer Geschichte: des spanischen Bürgerkriegs, des europäischen Totalitarismus, der Kolonialisierung. Es gibt Intensität, Gewalt, Identitätskonflikte sowie Kulturschocks, Konzentrationslager, Frevel und Gewalttaten in eroberten Gebieten.

In jedem Fall war es die letzte Intention des Autors, zum Nachdenken über die Frage des Besitztums anzuregen, über die Beziehung zum Land; zu dem Ort, an dem wir geboren werden, aber auch zum Planeten, der uns ernährt.            
Die Menschen idealisieren die Natur, weil sie sie nicht kennen. [...] Das Feld ist eine sehr harte Realität. Man lebt in einer kleinen Gemeinschaft, wo die Anonymität nicht existiert und die Natur zu dem Menschen nicht freundlich ist. Ich bin daran interessiert, diesen nicht so bukolischen Teil der Natur zu erzählen: einer Natur, die nicht unbarmherzig, sondern gleichgültig gegenüber den Menschen ist.
La tierra que pisamos wurde 2016 mit dem Preis für Literatur der Europäischen Union ausgezeichnet, verliehen von dem Europäischen und Internationalen Buchhändlerverband, dem Europäischen Schriftstellerrat und dem Europäischen Verlegerverband.

### Llévame a casa
Am dritten Februar 2021 ging (einmal mehr über Seix Barral) das dritte Werk von Jesús Carrasco, Llévame a casa, ein Roman über die Bande, die Familien verbinden und trennen, ein Roman über den „unvermeidlichen ethischen Auftrag“, dem sich jedes Kind früher oder später stellen muss: dem des sich um seine Eltern zu kümmern, wenn diese älter werden. Mit den Worten des Autors:
Von allen Verantwortungen, die das Menschsein mit sich bringt, ist die des Kinderhabens vermutlich die größte und maßgebendste. Auf der anderen Seite wird selten über die Verantwortung, Kinder zu sein, gesprochen. Llévame a casa handelt von dieser Verantwortung und von den Konsequenzen, die sie mit sich trägt.
Mit 320 Seiten ist es der längste seiner Romane und der erste, der in einem expliziten räumlich-zeitlichen Rahmen angesiedelt ist.

#### Übersicht
Im Mittelpunkt der Erzählung steht Juan, der in sein Dorf in der Provinz von Toledo zur Beerdigung seines Vaters fährt. Er hat vor, dort einige Tage zu verbringen und danach nach Edinburgh zurückzukehren, wo er seit vier Jahren lebt; doch dann erhält er von seiner Schwester unerwartete Neuigkeiten, die ihn zu einer Planänderung zwingen werden.

#### Schreibprozess
Während des Werbephase für das Buch, antwortete Carrasco auf verschiedene Fragen zur Entstehung seines Romans. Auf die Frage nach seiner fünf Jahre langem Stille nach seiner letzten Veröffentlichung, sagte er, er habe die Literatur nicht aufgegeben, sondern diese in anderen Schriften entwickelt, die er später in einer Kiste aufbewahrte. Als dann die Inspiration für das, was später sein dritter Roman sein würde kam, erwies sich der Schreibprozess als „sintflutartig“. In einem Interview mit dem Sender SER sagte er:

Es war ein sehr schnell geschriebener Roman. Ich fing ihn Anfang Dezember 2019 an. Ich setzte mich eines Freitagabends hin, nachdem ich nach Hause kam. Ich nahm einen Text, den ich in einem der tausend Ordner auf meinem Computer liegen hatte, fing an zu schreiben und stand 28 oder 29 Tage später auf, mit dem ersten Entwurf des Romans in der Hand.          
Er schrieb den Entwurf ein Jahr lang um. Dieser Zeitraum fiel gleichzeitig mit der ersten Phase der Corona-Pandemie zusammen, ein Ereignis, das ihn jedoch nicht dazu veranlasste, den Fokus auf andere Zielpersonen mit besonderen Bedürfnissen zu legen. In seinem eigenen Umfeld und dem seiner Figuren gab es schon genug und würde es auch genug Hilfsbedürftigkeit der Einen, sowie die Möglichkeit von anderen, sich zu erlösen, sodass „er nicht nach draußen schauen musste; er konnte einfach das Material verwenden, dass er zu Hause oder in der Nähe hatte, um den Inhalt des Romans auszuarbeiten“.

#### Themen
Der Roman wird um sehr vertraute Gegenstände und „häusliche“ Emotionen herum aufgebaut; er spricht vom Alltag, von Gegenständen und von Gerüchen; von Konventionalismen, von mehr oder weniger vergrabenen Zuneigungen; aber vor allem von der Sorge um die Hilfsbedürftigen. Die Fürsorge ist ein wiederkehrendes Thema in den Werken von Carrasco, auch wenn es hier eine noch stärkere Dimension einnimmt.

Es können auch weitere Zeichen der Wiedererkennung beobachtet werden, wie die der Flucht und der Heimkehr. Der Ton bleibt weiterhin pessimistisch, jedoch weniger düster und traurig:           
Es ist kein besonders optimistisches oder glückliches Buch im herkömmlichsten Sinne des Begriffs. Es bewegt sich auf Grundlage einer gewissen Dunkelheit, einer gewissen Verschlossenheit gegenüber der Offenheit und dem Licht, das ein Licht des Wissens ist, der Liebe; dazu, in der Lage gewesen zu sein, die Gelegenheit zu nutzen, die das Leben ihm [dem Protagonisten] geboten hat, die der Fürsorge: Wenn man die Möglichkeit entdeckt, die Fähigkeiten, die man hat, wird das Leben heller, es öffnet sich, weil es viel gibt, um das man sich in seinem Umfeld kümmern muss, vor allen Dingen um diejenigen, die man nahe hat.
Es ist das autobiographischste Werk: Der Protagonist und der Autor sind im gleichen Alter und haben ähnliche Lebenserfahrungen. Jesús Carrasco hat sich auch zwischen zwei Orten, die er liebt, zwei Heimen (einem Teil von Torrijos und einer schottischen Stadt) bewegt, hat in der Hotellerie gearbeitet und in Schottland Teller gespült und ist über die Felder Toledos gelaufen.

## Schreibstil
Das Hauptmerkmal des Stils von Jesús Carrasco ist die Präzision: „Die Sprache ist das ultimative Werkzeug, die Waffe für die Entwicklung des Menschen. Und die Präzision ist grundlegend, um auf eine prägnante und klare Art und Weise auszudrücken, was es ist, das in der Welt passiert und was ich hier versuche darzustellen“. Neben dieser Eigenschaft steht die des Zurückhaltens, die es dem Leser überlässt, die Zeichnung selbst zu vervollständigen: „Ein Großteil meiner Arbeit besteht darin, diese Werkzeuge zu nutzen, um den Leser mit einzubeziehen, darin, Leerstellen zu lassen, die ich mit Elementen zu umgeben versuche. Das Optimale wäre es für mich, wenn der Leser diese Stellen mit Gefühlen füllen würde“.Trotz dessen, räumt er ein, dass er seine Besessenheit, den Text zu „ziselieren“, das Wort bis an die Grenze zu treiben, einsieht, und ihn das manchmal in eine kreative Blockade geführt hat.
Carrasco bekennt sich der nordamerikanischen Literatur schuldig: Raymond Carver, Richard Ford, John Updike, John E. Williams und insbesondere Cormac McCarthy, in dem er literarische und menschliche Kraft von der Welt, die er beschreibt findet, mit ihren ästhetischen Referenzen, der Rohheit, der Landschaft, der Strenge der Gefühle und Wildheit, „diese Grenze zwischen dem Zivilisierten und dem Tier“.
Die knappe, zurückhaltende und scheinbar nüchterne Prosa Carrascos ist nichr frei von Lyrik. Für den Zeichner Javi Díaz, der die Comicversion von Intemperie illustriert hat, bieten die „Poetischen Töne“ in einer so harten Geschichte eine „Atempause“ für den Leser. Der Autor selbst hat seine Faszination für Poesie erklärt. Diese ästhetische Dimension ist das, was es in einer so harte Erzählung möglich macht, mit solch grausamen Ereignissen wie denen des Romans, auch „Blumen zu haben, die auftauchen können, dieser Punkt der leuchtet und die Szene, den Rhythmus unterbricht“.